# 274 mm/28 Model 1881
274 mm/28 Model 1881 — 274,4-миллиметровое корабельное артиллерийское орудие, разработанное и производившееся в Франции. Состояло на вооружении ВМС Франции. Им были вооружены броненосцы «Ош».